# Devotiezuil

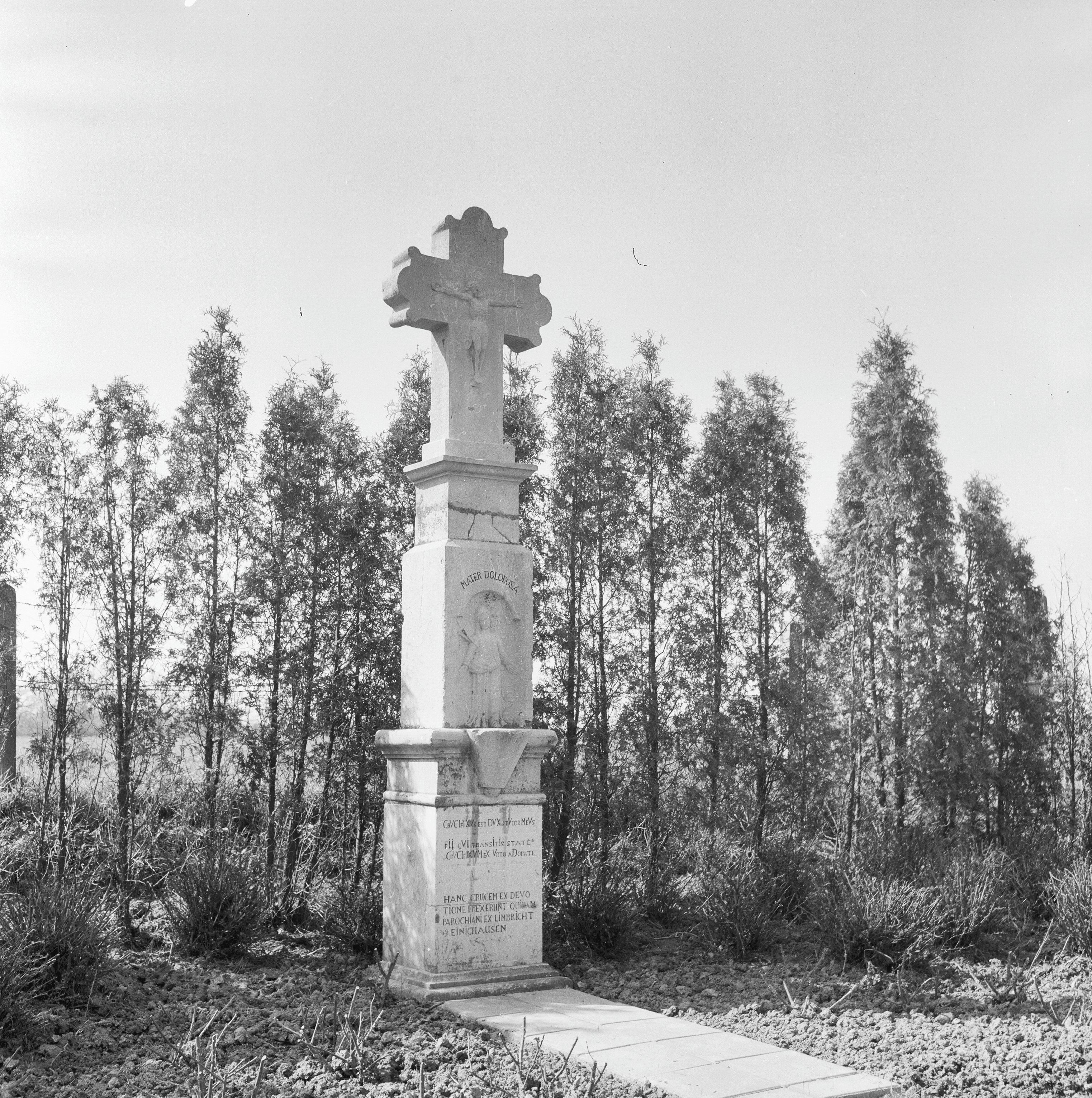
Devotiezuil

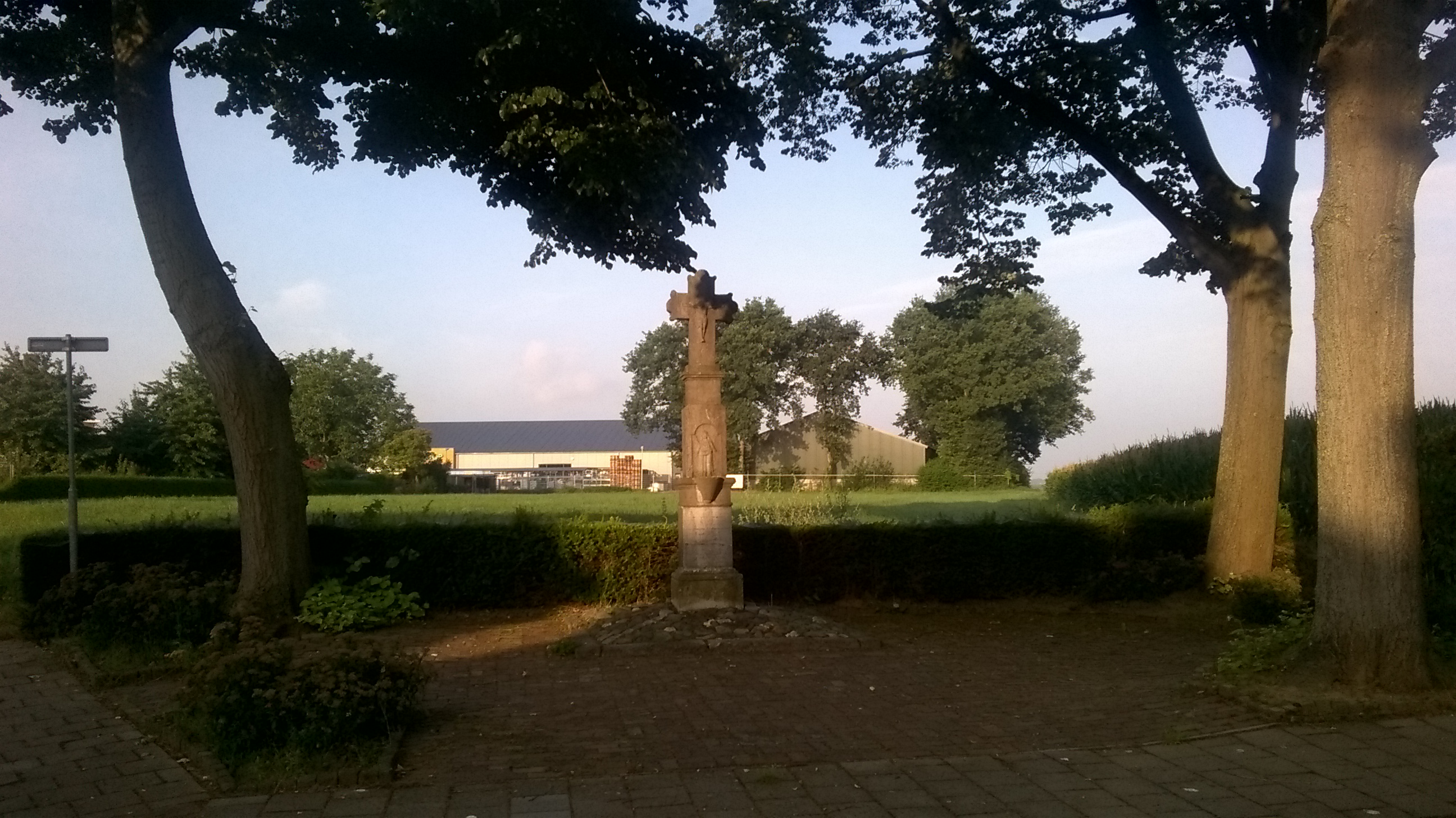
Devotiezuil

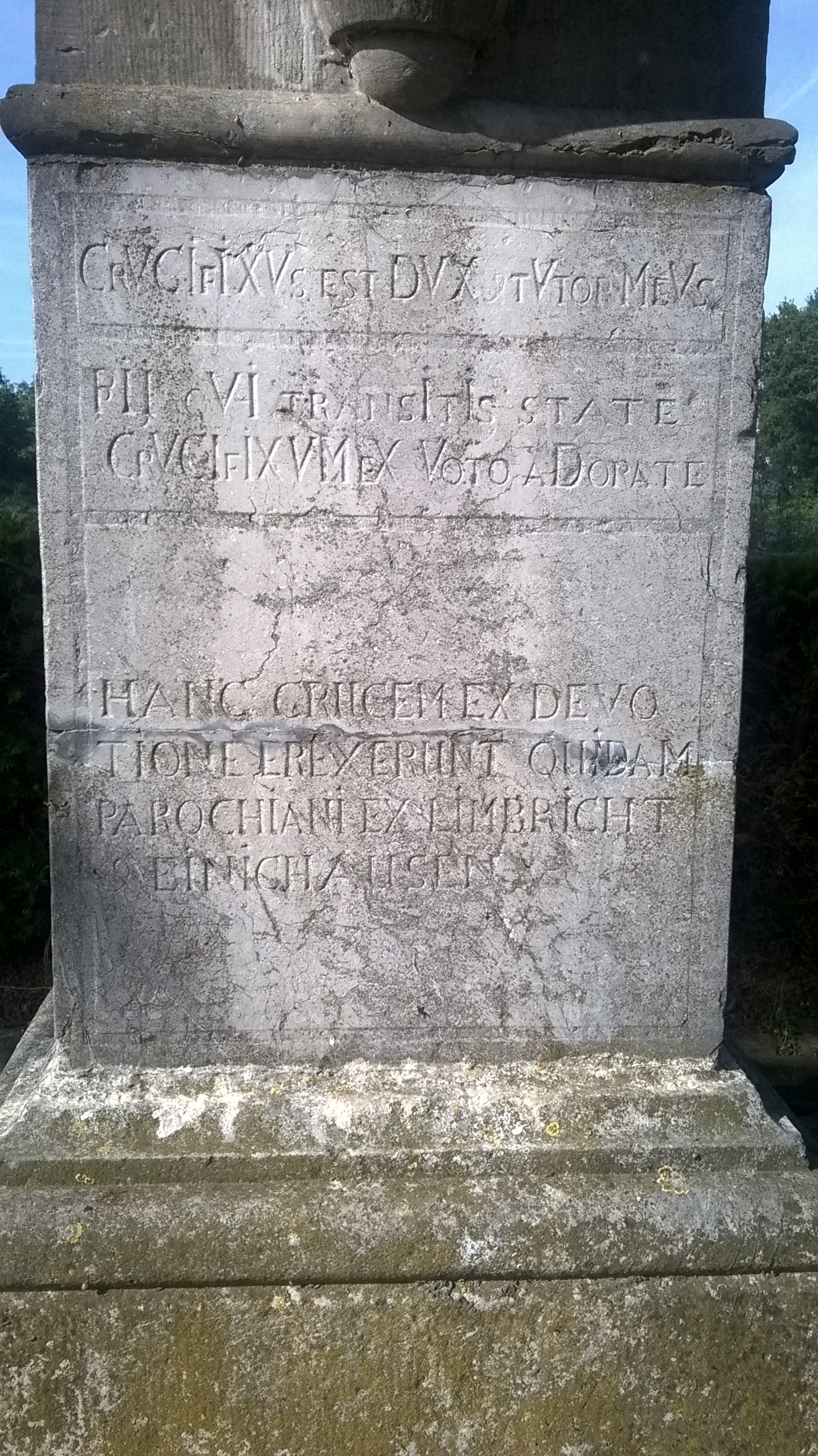
Opschrift

De devotiezuil is een religieus monument en wegkruis in Limbricht in de Nederlands Zuid-Limburgse gemeente Sittard-Geleen. De zuil staat aan de Bovenstraat aan de zuidwestrand van het dorp.

## Geschiedenis
Het uit 1747 stammende kruis stond op de grens tussen Limbricht en Einighausen.

## Bouwwerk
De zuil is uitgevoerd in hardsteen en bestaat uit drie delen. Het onderste deel is een rechthoekige sokkel waarop aan de voorzijde een tekst is aangebracht:

CrVCIfIXVs est DVX tVtor MeVs

pII qVI transItIs state
CrVCIfIXVM eX Voto aDorate.

Hanc crucem ex devo
tione erexerunt quidam
parochiani ex Limbricht
et Einighausen.

Vertaald betekent dat:

Gekruisigd is mijn leider en beschermer

Gij vromen, die voorbijgaat, blijft staan.
Aanbid de gekruisigde uit godsvrucht.

Dit kruis hebben enige
parochianen uit Limbricht
en Einighausen opgericht.

De eerste regel van de tekst is een chronogram met het jaartal 1747.
Boven het onderste deel staat een smallere rechthoekige sokkel met aan de voorzijde een reliëf van Maria, Mater Dolorosa.
Het bovenste deel is een kruis met corpus.